# Kašnjenje (2012.)
Kašnjenje (špa. La demora, eng. The Delay) je urugvajski film koji je režirao Rodrigo Plá. Film je bio prijavljen za 85. dodjelu Oscara u kategoriji za najbolji strani film, ali nije bio prihvaćen kao kandidat.

## Radnja
Film govori o senilnom starcu Agustinu i njegovoj kćeri Mariji. Ona brine o svim poslovima sama te malo spava, a previše radi. U isto vrijeme se otac i kći vole i ne podnose. Na kraju María odvodi oca u starački dom kako bi se mogla više posvetiti i bolje brinuti o svojoj djeci. Kasnije se ispostavi kako je previše siromašna da si priušti očev smještaj u domu, a s druge strane prebogata da se kvalificira za socijalnu pomoć.

## Uloge
- Roxana Blanco – María
- Carlos Vallarino – Agustin
- Oscar Pernas – Nestor
- Cecilia Baranda
- Thiago Segovia
- Facundo Segovia

## Nagrade
- Havana Film Festival (2012.) - Za najbolju originalnu glazbu
- Nagrada Ariel (2012.) - Za najboljeg redatelja (Rodrigo Pla)
- Latinoamerički Film Festival Biarritz (2012.) - Za najbolju ulogu (Roxana Blanco)
- Motovunski filmski festival (2012.)